# جيريمي دالتون
جيريمي دالتون هو محامي وسياسي كندي، ولد في 22 سبتمبر 1942، وتوفي في 28 مايو 2005.